# Atletica leggera ai Giochi della XXII Olimpiade
Ai Giochi della XXII Olimpiade di Mosca nel 1980 vennero assegnati 38 titoli in gare di atletica leggera, di cui 24 maschili e 14 femminili.
- Durata del programma: dal 24 luglio al 1º agosto
- Nazioni partecipanti: 70; boicottaggio di un vasto numero di Paesi occidentali[1]
- Numero di atleti iscritti: 959, di cui 692 uomini e 267 donne
- Sede delle gare: Stadio Lenin di Mosca
- Nell'atletica maschile: 3 nuovi record mondiali, 1 nuovo record olimpico
- Nell'atletica femminile: 3 nuovi record mondiali, 8 nuovi record olimpici

## La partecipazione
La politica entra pesantemente alle Olimpiadi: per la prima volta un blocco di Paesi occidentali, o a economia di mercato, dei cinque continenti boicotta i Giochi. La cortina di ferro, che divide già il mondo, cala anche nel movimento olimpico. I primi sono gli Stati Uniti, che protestano contro l'invasione sovietica dell'Afghanistan, avvenuta nel dicembre 1979. Seguono decine di Paesi, tra cui nazioni importanti nell'atletica: la Germania Ovest, il Giappone, il Kenya, la Nuova Zelanda e il Canada.

L'unica buona notizia sulla partecipazione ai Giochi è il ritorno dell'Africa che, dopo il boicottaggio di Montréal, torna a dire la sua nelle gare maschili di mezzofondo.
Sono solo 70 le nazionali che partecipano alle gare di atletica leggera ai Giochi di Mosca (contro le 80 di Montréal e le 104 di Monaco).

Le squadre più numerose sono quelle dei seguenti Paesi:
- Unione Sovietica (99)
- Germania Est (82)
- Gran Bretagna (61)
- Polonia (48)
- Bulgaria (47)
- Francia (31)
- Ungheria (27)
- Italia (26)
- Finlandia (26)

- Etiopia (25)
- Cecoslovacchia (22)
- Australia (21)
- Romania (21)
- Spagna (21)
- Belgio (19)
- Cuba (17)
- Giamaica (16)
- Nigeria (16)

- Svezia (16)
- Tanzania (16)
- Svizzera (15)
- Jugoslavia (14)
- Brasile (11)
- India (11)
- Algeria (10)
- Senegal (10)
- Paesi Bassi (9)
- Trinidad e Tobago (9)

Sei Paesi sono presenti per la prima volta nell'atletica leggera:
- Angola (1ª partecipazione assoluta)
- Botswana (1ª partecipazione assoluta)
- Guinea
- Laos (1ª partecipazione assoluta)
- Mozambico
- Seychelles

## Il punto tecnico
Il programma maschile ritorna alle 24 gare canoniche, recuperando i 50 km di marcia che erano stati dimenticati a Montréal. Quello femminile invece non subisce variazioni. Eppure ai campionati europei si disputano già da sei anni i 3000 metri e nel 1978 sono stati introdotti anche i 400 ostacoli.
Dopo i primi giorni i giudici IAAF non sovietici lasciano il campo di gara. Le prestazioni saranno quindi convalidate solo dai giudici locali, che saranno vittime di pregiudizi verso gli stranieri. I casi più eclatanti sono le gare di lancio del disco e di giavellotto maschili. Quanto alla ragione dell'allontanamento dei giudici internazionali, non se ne sono mai conosciute le motivazioni.
Le gare di Mosca vedono il dominio pressoché totale degli atleti dell'Europa dell'Est, che conquistano 28 titoli sui 38 in palio.
Le gare che risentono di più del boicottaggio sono quelle maschili, specialmente lo sprint e le due gare ad ostacoli: esse vengono mutilate, per così dire, dei loro atleti di punta. Lo conferma la non elevata qualità dei risultati tecnici. Il settore femminile, invece, subisce solo in minima parte l'assenza dei paesi occidentali. Già a Montréal si era registrato il predominio assoluto delle atlete dell'Est, con 13 titoli su 14 vinti. A Mosca la tendenza viene pienamente confermata: 13 su 14. L'unica atleta occidentale vincente è l'italiana Sara Simeoni.
Nel pentathlon cambia la composizione della quinta prova: i 200 metri sono sostituiti con gli 800 metri.

## La lotta al doping
Nessun esame antidoping è risultato positivo. A Mosca sono stati esaminati più di mille atleti (inclusi i partecipanti alle gare di atletica leggera). Il potenziamento dei controlli però è solo quantitativo. Dal punto di vista qualitativo, la commissione medica del CIO è ancora in ritardo rispetto ai fabbricatori di sostanze illegali.
I medici, nella conferenza stampa tenutasi il giorno di chiusura dei Giochi, hanno dichiarato che gli esami si sono basati sull'analisi del livello di testosterone ed hanno ammesso di non essere ancora in grado di rilevare la presenza di steroidi anabolizzanti.

## Medagliere
| Posizione | Paese            | Oro | Argento | Bronzo | Totale |
| --------- | ---------------- | --- | ------- | ------ | ------ |
| 1         | Unione Sovietica | 15  | 14      | 12     | 41     |
| 2         | Germania Est     | 11  | 8       | 10     | 29     |
| 3         | Gran Bretagna    | 4   | 2       | 4      | 10     |
| 4         | Italia           | 3   | 0       | 1      | 4      |
| 5         | Polonia          | 2   | 4       | 1      | 7      |
| 6         | Etiopia          | 2   | 0       | 2      | 4      |
| 7         | Cuba             | 1   | 2       | 1      | 4      |
| 8         | Tanzania         | 0   | 2       | 0      | 2      |
| 8         | Cecoslovacchia   | 0   | 2       | 0      | 2      |
| 10        | Bulgaria         | 0   | 1       | 1      | 2      |
| 10        | Finlandia        | 0   | 1       | 1      | 2      |
| 12        | Australia        | 0   | 1       | 0      | 1      |
| 12        | Paesi Bassi      | 0   | 1       | 0      | 1      |
| 12        | Spagna           | 0   | 1       | 0      | 1      |
| 15        | Giamaica         | 0   | 0       | 2      | 2      |
| 16        | Francia          | 0   | 0       | 1      | 1      |
| 16        | Brasile          | 0   | 0       | 1      | 1      |
| Totale    | Totale           | 38  | 39      | 37     | 114    |

## Fonte
- Elio Trifari (a cura di): Olimpiadi. La storia dello sport da Atene a Los Angeles. Rizzoli, Milano, 1984. Vol. III.